# رودخانه بلیخ
رودخانه بلیخ رودی است از شاخه‌های فرعی فرات که از کشور سوریه می‌گذرد. این رودخانه بعد از رودخانه خابور بلندترین شاخه فرات در سوریه است.